# Samwel Chebolei Masai
Samwel Chebolei Masai (* 20. März 2001) ist ein kenianischer Leichtathlet, der sich auf den Langstreckenlauf spezialisiert hat.

## Sportlicher Werdegang
Erste internationale Erfahrungen sammelte Samwel Chebolei Masai bei den Crosslauf-Weltmeisterschaften 2019 in Aarhus, bei denen er nach 24:19 min den achten Platz im U20-Rennen belegte und in der Teamwertung die Bronzemedaille gewann. 2022 siegte er in 29:46 min beim Agnes Tirop Cross Country Classic und bei den Crosslauf-Weltmeisterschaften 2024 in Belgrad belegte er in 28:18 min den fünften Platz im Einzelbewerb und sicherte sich in der Teamwertung die Goldmedaille.
2018 wurde Masai kenianischer Meister im 5000-Meter-Lauf.

## Persönliche Bestzeiten
- 5000 Meter: 13:11,72 min, 10. Dezember 2021 in Kyōto
- 10.000 Meter: 27:10,06 min, 26. November 2022 in Machida
- 10-km-Straßenlauf: 27:18 min, 27. Februar 2022 in Castelló de la Plana